# Tiroteios na Universidade Estadual de Michigan
Em 13 de fevereiro de 2023 ocorreram tiroteios na Universidade Estadual de Michigan, localizada na cidade americana de East Lansing. Quatro pessoas morreram, incluindo o autor dos disparos. Ao menos cinco pessoas ficaram feridas.

## Tiroteio

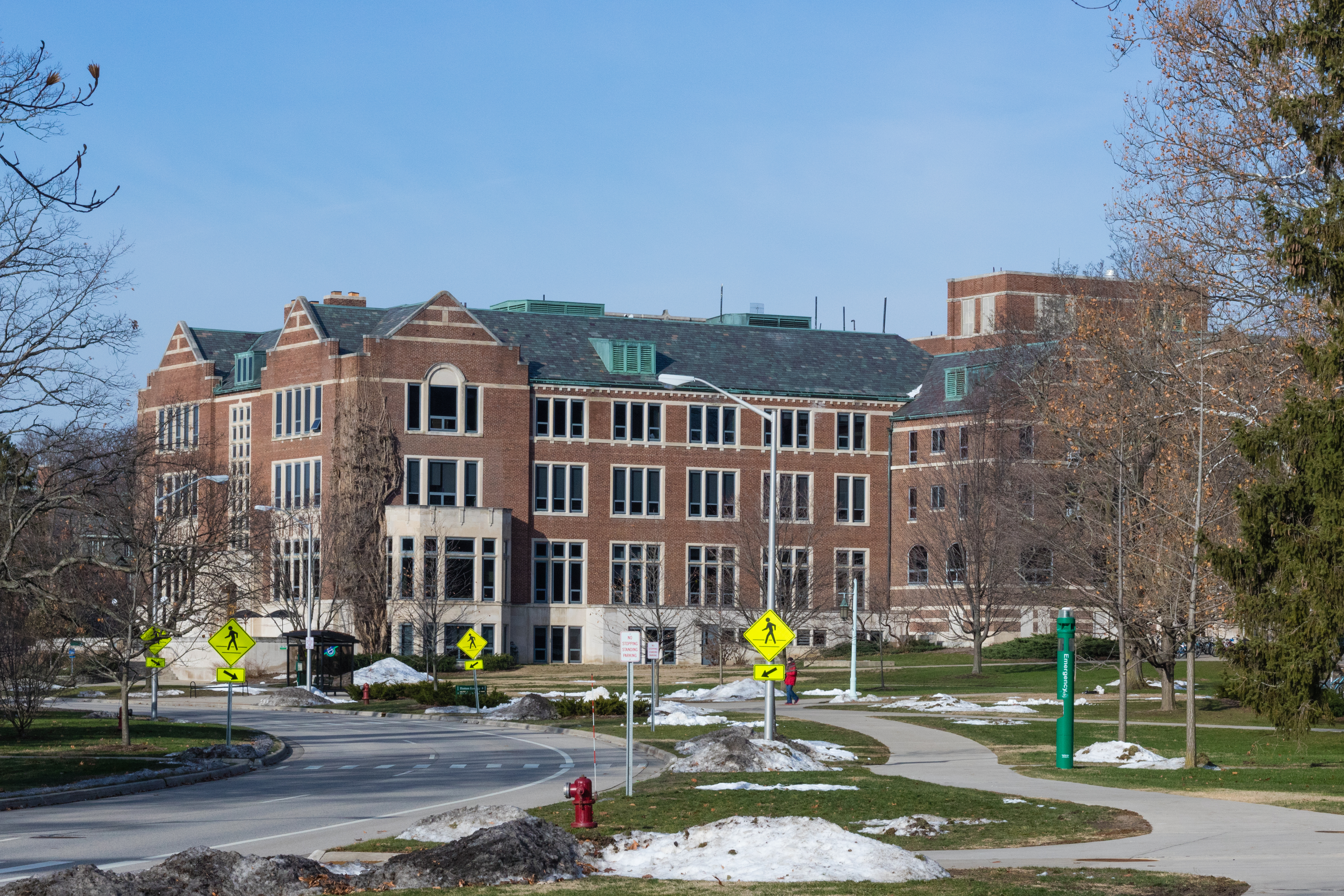
O centro de atividade estudantil da Universidade Estadual de Michigan, onde o segundo tiroteio aconteceu.

Por volta das 20h30 do horário local, tiros foram disparados em Berkey Hall, sede da Faculdade de Ciências Sociais da Universidade Estadual de Michigan, de acordo com a polícia e o departamento de segurança pública da universidade. Uma ordem de abrigo foi emitida posteriormente, e os funcionários da universidade enviaram alertas por mensagens de texto e tweets. A polícia está ativa no local, assim como outros serviços de emergência. Cerca de trinta carros de bombeiros, ambulâncias e outros veículos de emergência estão presentes nas redondezas do Eli and Edythe Broad Art Museum, no centro de East Lansing.
Às 21h26 a polícia reportou um segundo tiroteio em uma academia localizada dentro do campus da universidade. De acordo com a polícia múltiplas pessoas foram feridas. Às 21h34 a polícia comunicou que a área ao redor da academia havia sido protegida.
A governadora do Michigan, Gretchen Whitmer, foi informada sobre a situação. Ela disse que a polícia estadual havia chegado ao local.

## Autor
O departamento de segurança pública da universidade divulgou fotos do suposto atirador. A polícia o descreveu como "um homem negro, baixo em estatura, usando sapatos vermelhos, uma jaqueta jeans e um boné de beisebol". O atirador morreu após atirar em si mesmo. O homem foi posteriormente identificado como Anthony Dwayne McRae, de 43 anos.

## Vítimas
A polícia e o departamento de segurança pública da universidade divulgaram que três mortes foram confirmadas. Outras cinco pessoas foram feridas. Uma coletiva de imprensa da universidade realizada às 23h do horário local relatou cinco feridos, alguns com risco de vida.

## Consequências
Todas as atividades na Universidade Estadual de Michigan foram canceladas por 48 horas. A ordem de abrigo foi suspensa após a confirmação da morte do atirador. Além disso, a ATF e o FBI anunciaram que se juntariam às investigações.

## Reações
|             | Governor Gretchen Whitmer | Logo do Twitter, um pássaro azul estilizado |
| @GovWhitmer |                           |                                             |

            Fui informada sobre o tiroteio na Universidade Estadual de Michigan. A polícia estadual, a @msupolice [polícia da Universidade], policiais locais e socorristas estão no local. Vamos abraçar a comunidade espartana esta noite. Manteremos todos atualizados à medida que recebermos notícias.

13 de fevereiro de 2023

Várias congressistas de Michigan expressaram condolências, assim como a governadora Gretchen Whitmer. A Secretária de Estado de Michigan, Jocelyn Benson, descreveu o incidente como "incomensurável" e pediu mais ações contra a violência armada.

|                | Jocelyn Benson | Logo do Twitter, um pássaro azul estilizado |
| @JocelynBenson |                |                                             |

            O luto coletivo, o desgosto e o horror que se desenrolam no estado de Michigan esta noite são insondáveis. Guardo toda a comunidade da Universidade Estadual de Michigan em meu coração. Este terror repetitivo não pode continuar. Devemos nos unir e fazer o que for preciso para proteger nossos filhos e comunidades da violência armada.

13 de fevereiro de 2023